# Anaïs Sabrié
Anaïs Sabrié, née le 30 août 1994 à Lyon, est une coureuse de fond française spécialisée en course en montagne. Elle est vice-championne d'Europe de course en montagne 2018 et championne de France de course en montagne 2019.

## Biographie
Née à Lyon, elle s'installe à Tübingen en Allemagne pour étudier la médecine à l'université de Tübingen, ayant également la nationalité allemande.
Elle connaît sa première sélection pour les championnats du monde de course en montagne à Krynica-Zdrój dans l'équipe junior. À la suite d'une incompréhension, elle rate le départ de la course. Les officiels la laissent prendre le départ de la course senior mais sans y être classée. Elle termine devant Marie-Laure Dumergues 34e.
Le 25 mai 2014, elle termine cinquième des championnats de France de course en montagne et remporte le titre dans la catégorie espoirs.
Le 7 juin 2015 elle remporte sa première médaille en catégorie senior en terminant à 16 secondes d'Aline Camboulives aux championnats de France de course en montagne et remporte à nouveau le titre en catégorie espoir. Le 4 octobre, elle prouve sa polyvalence en remportant également la médaille d'argent aux championnats de France de semi-marathon à Fort-de-France en terminant à nouveau derrière Aline Camboulives. Là aussi, elle remporte le titre en catégorie espoir.
Le 17 septembre 2017, elle remporte la médaille d'argent des championnats de France de trail court à Gérardmer derrière Adeline Roche.
Le 1er juillet 2018 aux championnats d'Europe de course en montagne à Skopje, alors qu'elle ne vise qu'un top 10, elle se sent en forme et parvient à tenir le rythme imposé par Christel Dewalle. Peu à l'aise dans les descentes, elle garde le rythme et termine deuxième à sa grande surprise. Elle remporte également l'or par équipes avec Élise Poncet et Clémentine Geoffray.
Le 9 juin 2019, elle remporte avec brio le titre de championne de France de course en montagne en s'imposant avec 40 secondes d'avance sur Christel Dewalle à Saint-Gervais-les-Bains. le 11 août, elle termine cinquième de Sierre-Zinal et établit la meilleure performance féminine française de tous les temps en 3 h 1 min 58 s. Le 21 septembre, elle termine deuxième derrière Élise Poncet de la course de sélection pour les championnats du monde de course en montagne et y décroche son billet. Le 15 novembre aux mondiaux à Villa La Angostura, elle effectue une bonne course pour terminer septième juste derrière Christel Dewalle. Avec Élise Poncet vice-championne du monde, l'équipe française remporte la médaille d'or du classement par équipes. Le 8 décembre, elle remporte sa cinquième victoire du semi-marathon Nikolauslauf Tübingen et bat le record féminin du parcours en 1 h 17 min 25 s.

## Palmarès

### Route
| Année | Compétition                             | Lieu           | Place | Épreuve       | Temps           |
| ----- | --------------------------------------- | -------------- | ----- | ------------- | --------------- |
| 2014  | Nikolauslauf Tübingen                   | Tübingen       | 1re   | Semi-marathon | 1 h 22 min 7 s  |
| 2015  | Championnats de France de semi-marathon | Fort-de-France | 2e    | Semi-marathon | 1 h 21 min 37 s |
| 2015  | Nikolauslauf Tübingen                   | Tübingen       | 1re   | Semi-marathon | 1 h 21 min 29 s |
| 2016  | Nikolauslauf Tübingen                   | Tübingen       | 2e    | Semi-marathon | 1 h 21 min 7 s  |
| 2017  | Course Marseille-Cassis                 | Cassis         | 8e    | 20 kilomètres | 1 h 15 min 47 s |
| 2017  | Nikolauslauf Tübingen                   | Tübingen       | 1re   | Semi-marathon | 1 h 21 min 6 s  |
| 2018  | Semi-marathon de Hanovre                | Hanovre        | 4e    | Semi-marathon | 1 h 15 min 57 s |
| 2018  | Nikolauslauf Tübingen                   | Tübingen       | 1re   | Semi-marathon | 1 h 20 min 15 s |
| 2018  | Course Marseille-Cassis                 | Cassis         | 7e    | 20 kilomètres | 1 h 14 min 27 s |
| 2019  | Nikolauslauf Tübingen                   | Tübingen       | 1re   | Semi-marathon | 1 h 17 min 25 s |
| 2022  | Marathon de Zurich                      | Zurich         | 3e    | Marathon      | 2 h 37 min 9 s  |
| 2023  | Nikolauslauf Tübingen                   | Tübingen       | 2e    | Semi-marathon | 1 h 24 min 18 s |

### Course en montagne
| no  | masculin           | Course                                       | Longueur | Départ            | Temps           |
| --- | ------------------ | -------------------------------------------- | -------- | ----------------- | --------------- |
| 8e  | 8e                 | Championnats d'Europe de course en montagne  | 8,25 km  | 4 juillet 2015    | 55 min 11 s     |
| 42e | Médaille d'argent  | Championnat de France de trail court         | 30 km    | 16 septembre 2017 | 2 h 55 min 51 s |
| 20e | Médaille d'or      | Ascension du Col de Vence                    | 11,8 km  | 6 mai 2018        | 51 min 14 s     |
| 6e  | Médaille d'or      | Montée du Grand Ballon                       | 14 km    | 10 juin 2018      | 1 h 22 min 28 s |
| 2e  | Médaille d'argent  | Championnats d'Europe de course en montagne  | 11 km    | 1er juillet 2018  | 56 min 41 s     |
| 13e | Médaille d'or      | Skyrhune                                     | 21 km    | 22 septembre 2018 | 2 h 15 min 30 s |
| 20e | Médaille d'or      | Ascension du Col de Vence                    | 11,8 km  | 28 avril 2019     | 49 min 41 s     |
| 1re | Médaille d'or      | Championnats de France de course en montagne | 13,5 km  | 9 juin 2019       | 1 h 18 min 3 s  |
| 65e | Médaille de bronze | Neirivue-Moléson                             | 10,6 km  | 16 juin 2019      | 1 h 12 min 46 s |
| 79e | 6e                 | DoloMyths Run                                | 31 km    | 21 juillet 2019   | 2 h 36 min 19 s |
| 91e | 5e                 | Sierre-Zinal                                 | 31 km    | 11 août 2019      | 3 h 1 min 58 s  |
| 7e  | 7e                 | Championnats du monde de course en montagne  | 14,7 km  | 15 novembre 2019  | 1 h 18 min 30 s |
| 12e | Médaille d'argent  | Montreux Trail Festival - MXSky              | 30 km    | 25 juillet 2020   | 3 h 3 min 24 s  |
| 26e | Médaille d'argent  | Sierre-Zinal                                 | 31 km    | 18 septembre 2020 | 2 h 59 min 11 s |
| 25e | Médaille d'argent  | Marathon du Mont-Blanc                       | 38 km    | 4 juillet 2021    | 4 h 0 min 17 s  |
| 44e | Médaille de bronze | Montée du Nid d'Aigle                        | 19,5 km  | 17 juillet 2021   | 2 h 7 min 34 s  |
| 55e | Médaille de bronze | Sierre-Zinal                                 | 31 km    | 7 août 2021       | 2 h 55 min 33 s |
| 13e | Médaille d'argent  | Chiemgau Trail Run                           | 44,8 km  | 4 septembre 2021  | 4 h 27 min 4 s  |
| 29e | Médaille d'or      | Championnats de France de trail court        | 28 km    | 26 septembre 2021 | 2 h 7 min 20 s  |
| 13e | Médaille de bronze | The One Race - El Hierro                     | 37 km    | 16 octobre 2021   | 4 h 42 min 41 s |
| 32e | Médaille d'or      | SaintéSprint                                 | 23 km    | 27 novembre 2021  | 1 h 35 min 43 s |
| 26e | Médaille d'or      | Neirivue-Moléson                             | 10,6 km  | 19 juin 2022      | 1 h 14 min 47 s |
| 38e | 4e                 | Marathon du Mont-Blanc                       | 42 km    | 26 juin 2022      | 4 h 22 min 10 s |

## Records
| Épreuve       | Performance     | Date            | Lieu                   |
| ------------- | --------------- | --------------- | ---------------------- |
| 1 000 mètres  | 3 min 19 s 45   | 19 avril 2013   | Caluire-et-Cuire       |
| 1 500 mètres  | 5 min 2 s 94    | 19 mai 2013     | Villefranche-sur-Saône |
| 3 000 mètres  | 9 min 55 s 34   | 14 mai 2017     | Pliezhausen            |
| 5 000 mètres  | 16 min 51 s 38  | 18 mai 2019     | Carlsruhe              |
| 10 000 mètres | 35 min 34 s 87  | 12 mai 2018     | Pliezhausen            |
| 10 kilomètres | 34 min 19 s     | 17 mars 2019    | Villeurbanne           |
| 20 kilomètres | 1 h 14 min 27 s | 28 octobre 2018 | Cassis                 |
| Semi-marathon | 1 h 15 min 26 s | 6 mars 2022     | Paris                  |
| Marathon      | 2 h 37 min 9 s  | 10 avril 2022   | Zurich                 |